# HD245839
HD245839 є хімічно пекулярною зорею спектрального класу
A1 й має видиму зоряну величину в смузі V приблизно 10,6.

## Пекулярний хімічний вміст
Зоряна атмосфера HD245839 має підвищений вміст 
Si
.